# Sindi (India)
Sindi è una città dell'India di 13.052 abitanti, situata nel distretto di Wardha, nello stato federato del Maharashtra. In base al numero di abitanti la città rientra nella classe IV (da 10.000 a 19.999 persone).

## Geografia fisica
La città è situata a 20° 48' 0 N e 78° 52' 0 E e ha un'altitudine di 242 m s.l.m..

## Società

### Evoluzione demografica
Al censimento del 2001 la popolazione di Sindi assommava a 13.052 persone, delle quali 6.725 maschi e 6.327 femmine. I bambini di età inferiore o uguale ai sei anni assommavano a 1.578, dei quali 848 maschi e 730 femmine. Infine, coloro che erano in grado di saper almeno leggere e scrivere erano 9.571, dei quali 5.303 maschi e 4.268 femmine.